# France AEROTECH

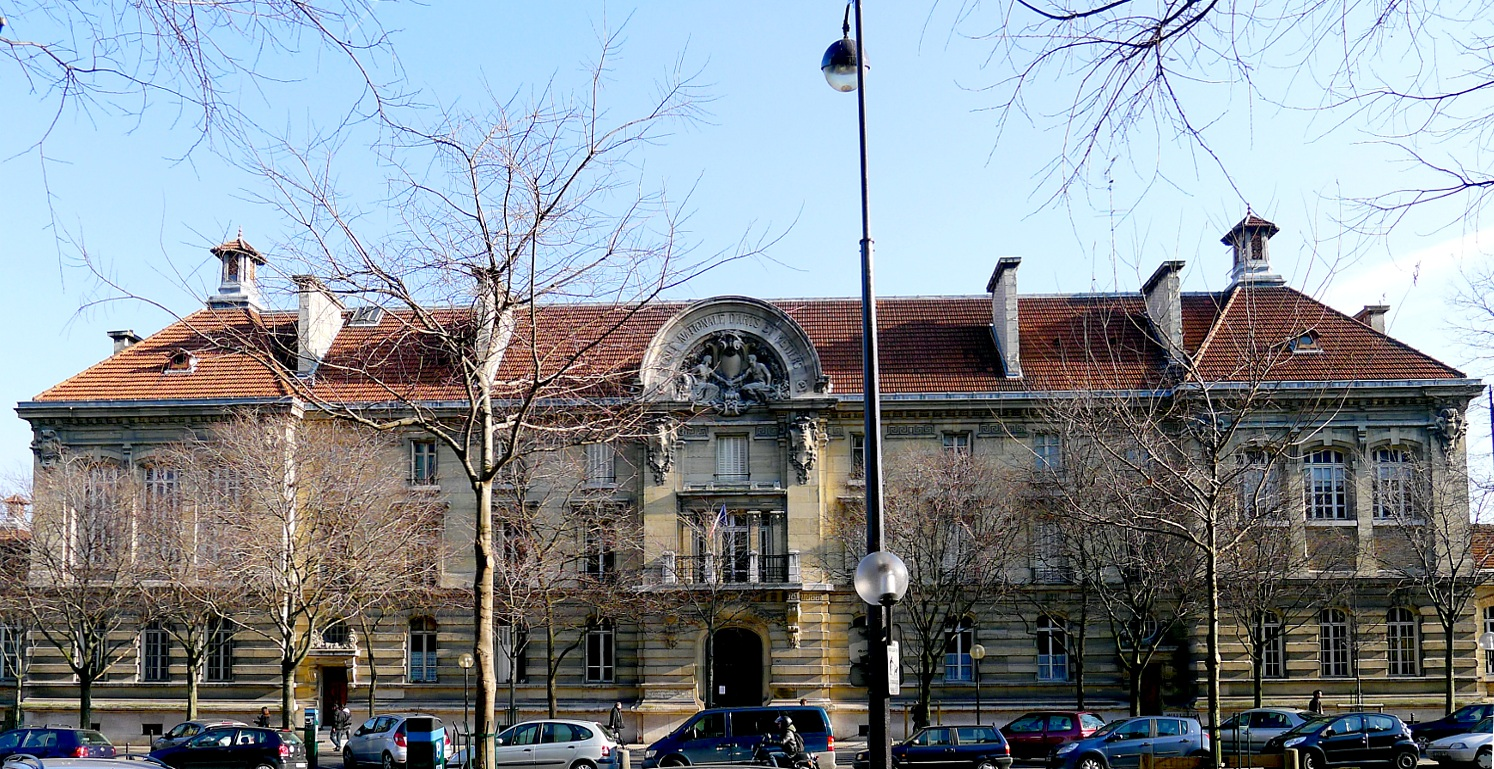
Arts et Métiers ParisTech.

France AEROTECH är ett nätverk av franska universitet (Grandes Écoles) verksamma inom flyg- och rymdområdet. Det skapades 2011.

## Medverkande skolor
Skolor som ingår i nätverket är följande:
- Arts et Métiers ParisTech ;
- École Centrale de Lyon ;
- École Centrale de Nantes ;
- École nationale de l'aviation civile ;
- École nationale supérieure d'électronique, informatique, télécommunications, mathématiques et mécanique de Bordeaux.